# Качулу
Качу́лу (англ. Kachulu) — вища традиційна громада у складі дистрикту Румфі Північного регіону Малаві.
Населення — 13121 особа (2018).